# Île Pascal
Die Île Pascal, auch bekannt als Pascal Island, ist eine kleine und felsige Insel vor der Küste des ostantarktischen Adélielands. Sie liegt 300 m ostsüdöstlich der Île Descartes und 1,5 km nordöstlich des Kap Mousse.
Teilnehmer einer von 1950 bis 1951 dauernden französischen Antarktisexpedition kartierten die Insel und benannten sie nach dem französischen Mathematiker und Philosophen Blaise Pascal (1623–1662).